# Textilní vzor
Textilní vzor

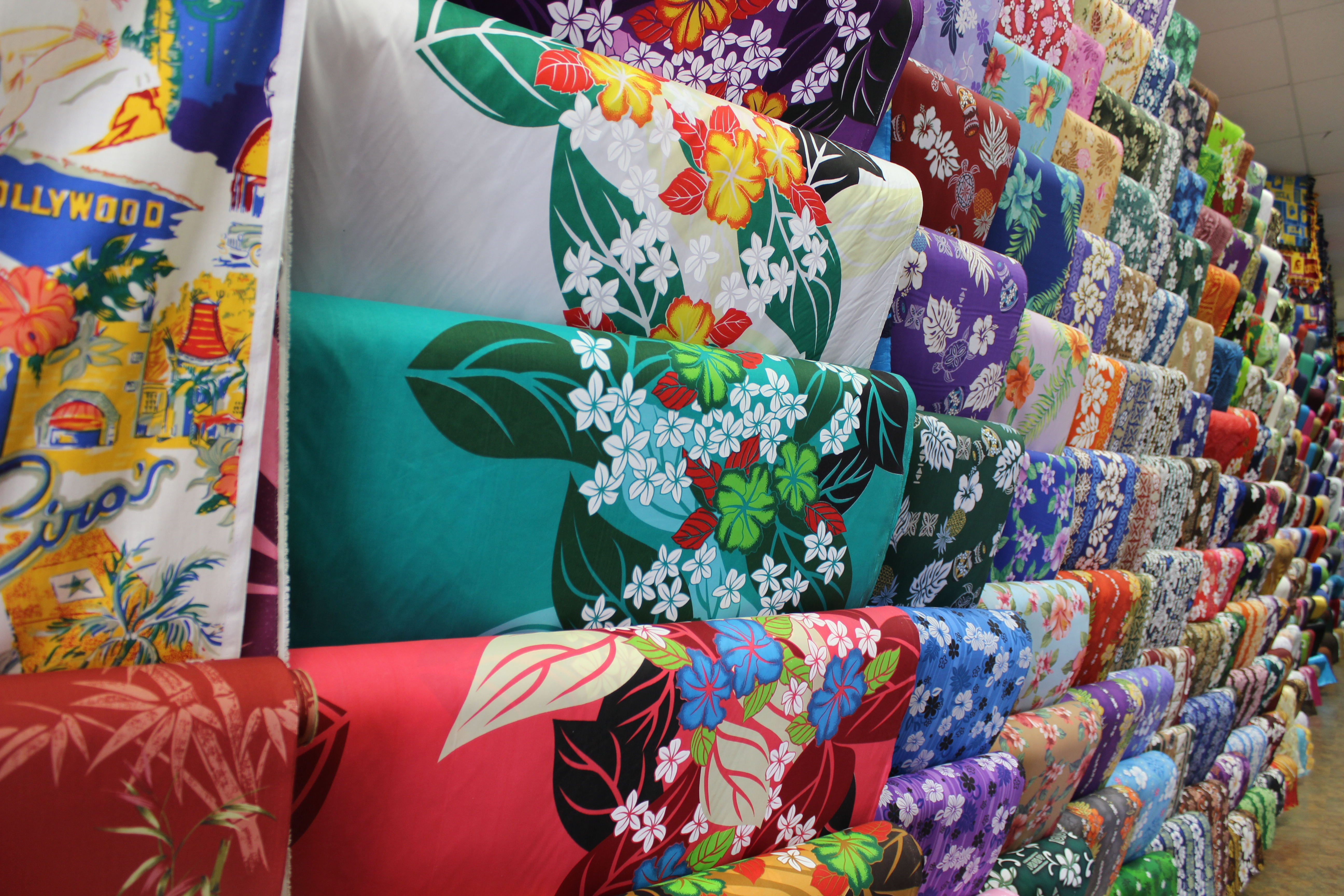
Paleta textilních vzorů

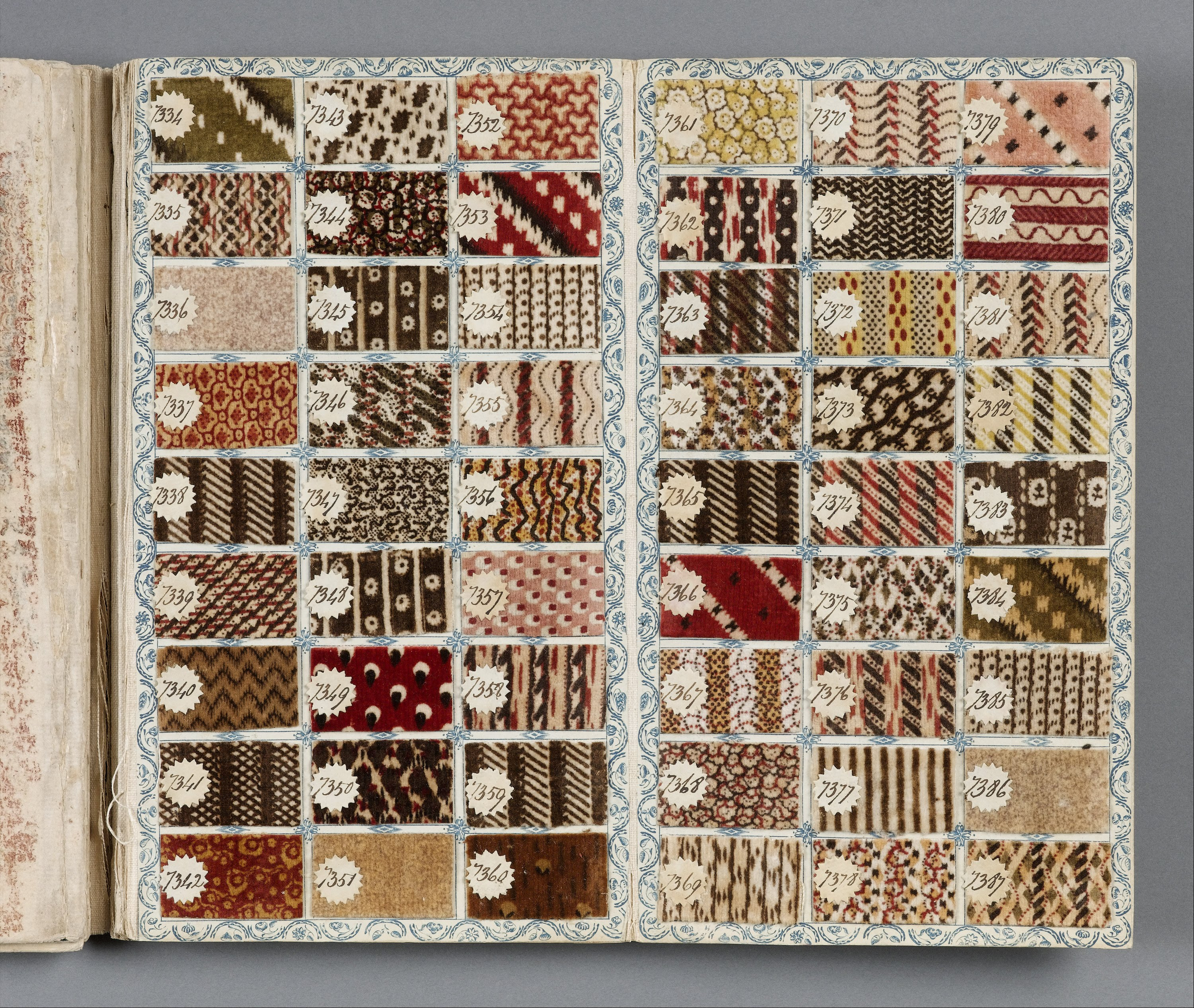
Vzorkovnice textilií z roku 1784

je kresebný výraz (design) ozdobného motivu vytvořeného tkaním, pletením, potiskováním, vyšíváním, paličkováním,háčkováním a podobnými technikami strojní nebo ruční výroby.
Návrh na vzor může být vzácné umělecké dílo, výsledek obsáhlého studia historie a současnosti módypokus o zdokonalení známých vzorů nebo spontánní nápad amatérského autora (zpravidla u ručně zhotovených textilií), který se přímo realizuje jako výrobek.

## Vzorování
Definice vzoru a zhotovení návodu na aplikaci/příslušnou výrobu jsou u některých ručně zhotovených textilií poměrně jednoduché.
Vzorování ve smyslu přípravy technických podmínek ke zhotovení textilie podle nového vzoru strojovou technikou však zpravidla vyžaduje vysoce kvalifikovanou práci . Např. při tkaní žakárových vzorů probíhá vzorování přibližně podle schéma:
návrh (fotografie, vzorek tkaniny, náčrt) – kreslení vzornice - zhotovení technické vzornice (včetně seřízení stroje a výběru barev příze) – vytloukání vzorovacích karet 

### Digitální vzorování (CAD)
"Klasické" vzorování je nákladné, zdlouhavé a jeho kvalita je značně závislá na schopnostech a subjektivním vlivu dezinatéra.
Pokusy o digitalizaci vzorování začaly v 80. letech 20. století v Japonsku, v Evropě a v USA jsou začátky známé z 90. let a od začátku 21. století se těžiště vývoje přesunulo do Číny.

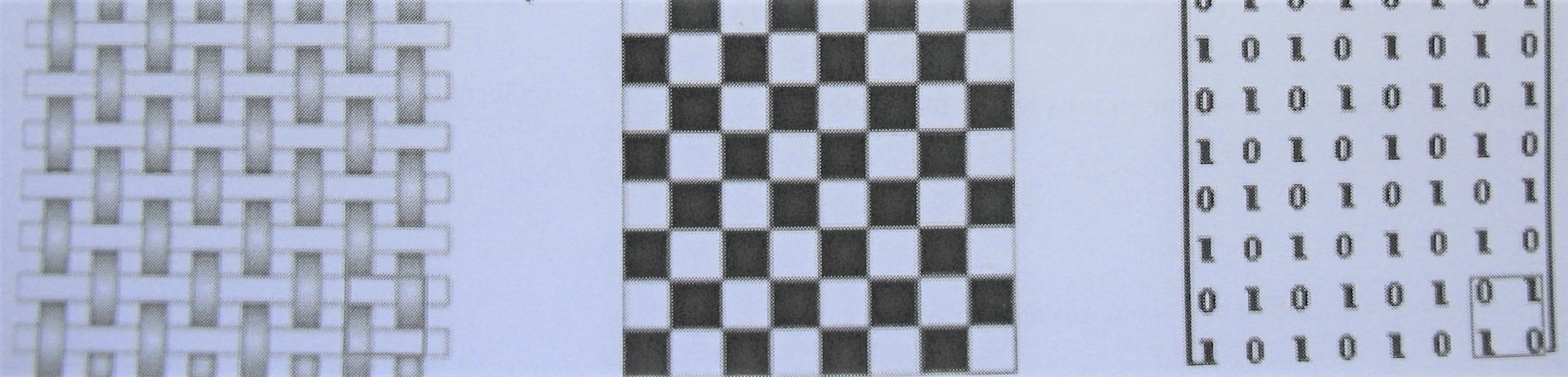
Digitální vzorování plátnové vazby tkaniny

Digitální vzorování se provádí v principu následujícím postupem:
Návrh – digitalizace návrhu – snímek návrhu na obrazovce – výběr barev příze – tkaní vzorku (s 3x opakovaným vizuálním porovnáváním s původním vzorem) – digitální technická vzornice
(Na snímku vpravo je schéma plátnové vazby tkaniny (vlevo), ručně kreslené vzornice (uprostřed) a digitální vzornice (vpravo))

#### Digitální vzor
Způsoby získávání informací se dají rozdělit do dvou skupin:
1. Na bázi optické analýzy: rozptylováním (1986) nebo fotoelektricky (1996)
2. Na bázi analýzy snímku: frekvencí, prostorově nebo ostatními metodami (cca 1999-2010)
Všechny metody jsou zaměřeny na zhotovení technické vzornice digitalizaci snímků tkaniny obsahující vybrané barvy příze a technické podmínky výroby. Přesnost zobrazení dosahuje oproti manuální dezinatuře v průměru více než 97 %.
Údaje technické vzorkovnice se vloží do paměti ústrojí na vytloukání programových karet a digitální programová karta se může přes počítač spojit přímo s elektronickým žakárovým strojem (CAM).
Aplikace nového vzoru od rozboru návrhu až po první sériový výrobek trvá u složitých žakárových vzorů při uplatnění „klasického“ vzorování (asi do 80. let 20. století jediná známá metoda) až několik měsíců. Vzorování s použitím CAD a CAM např. s žakárem bez zdvižných šňůr se dá stejná operace provést za několik hodin.

## Galerie textilních vzorů

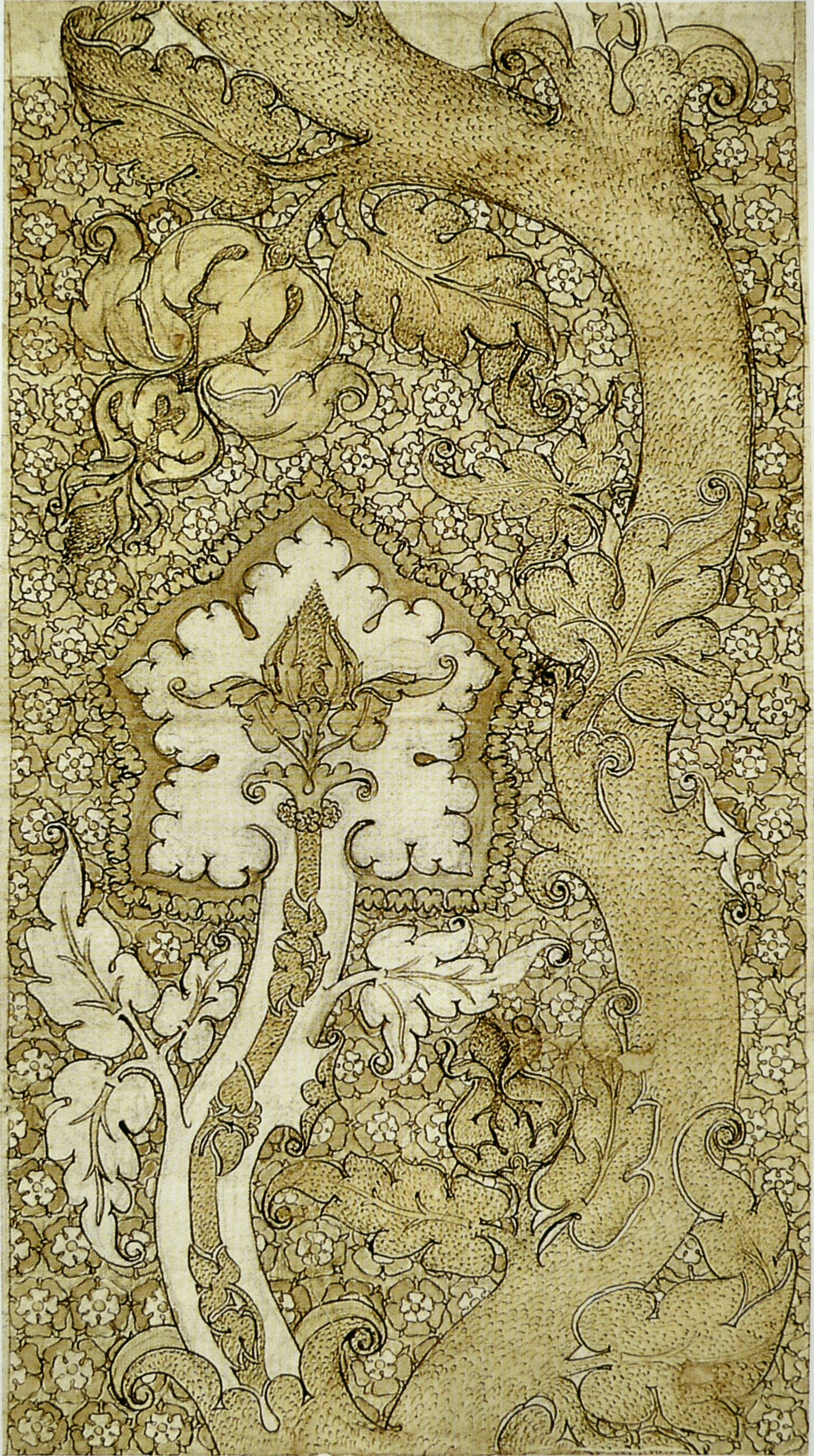
Návrh na brokátový vzor z 15. století (autor Pisanello)
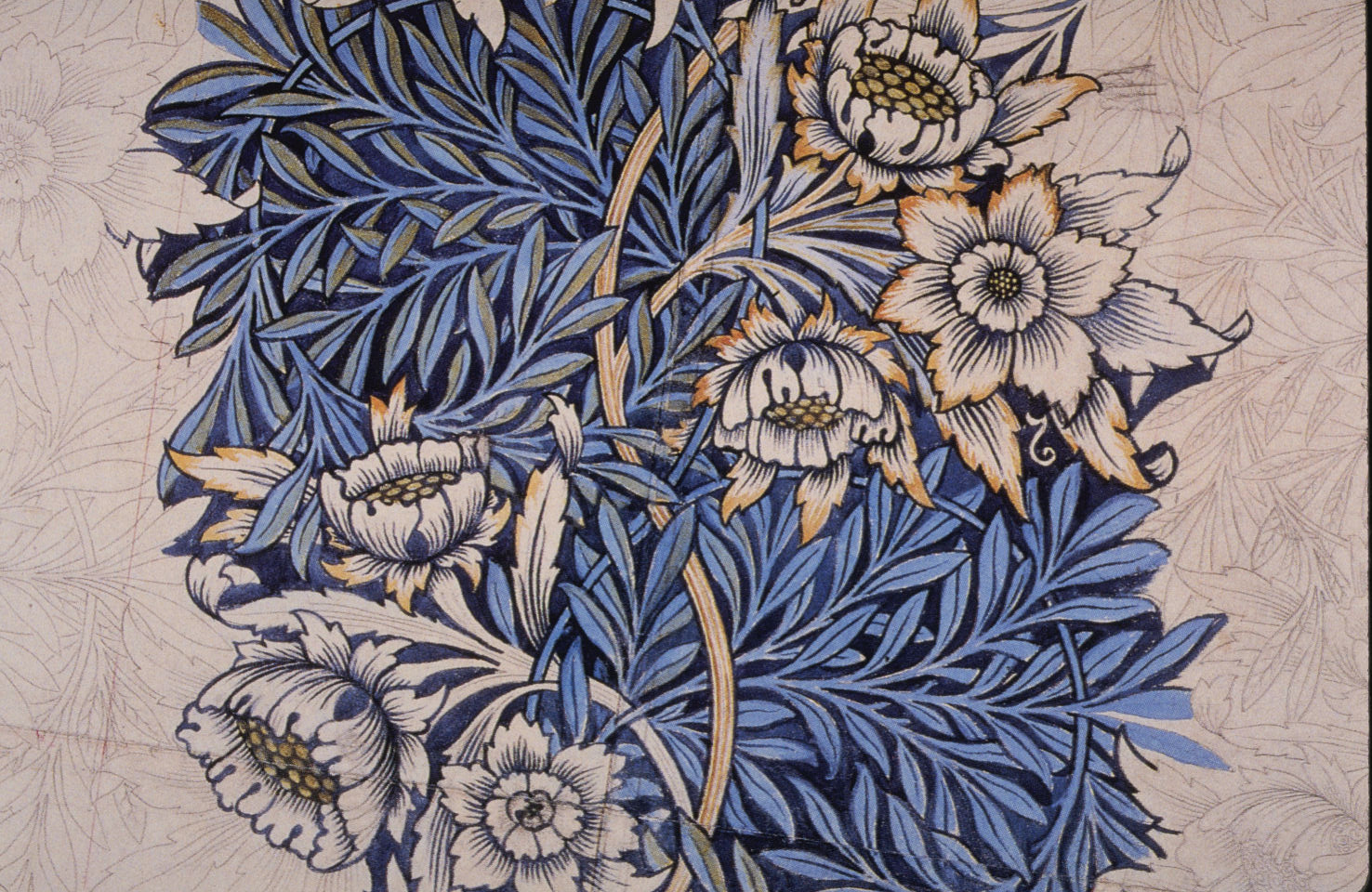
Návrh na potiskovaný vzor (1873)
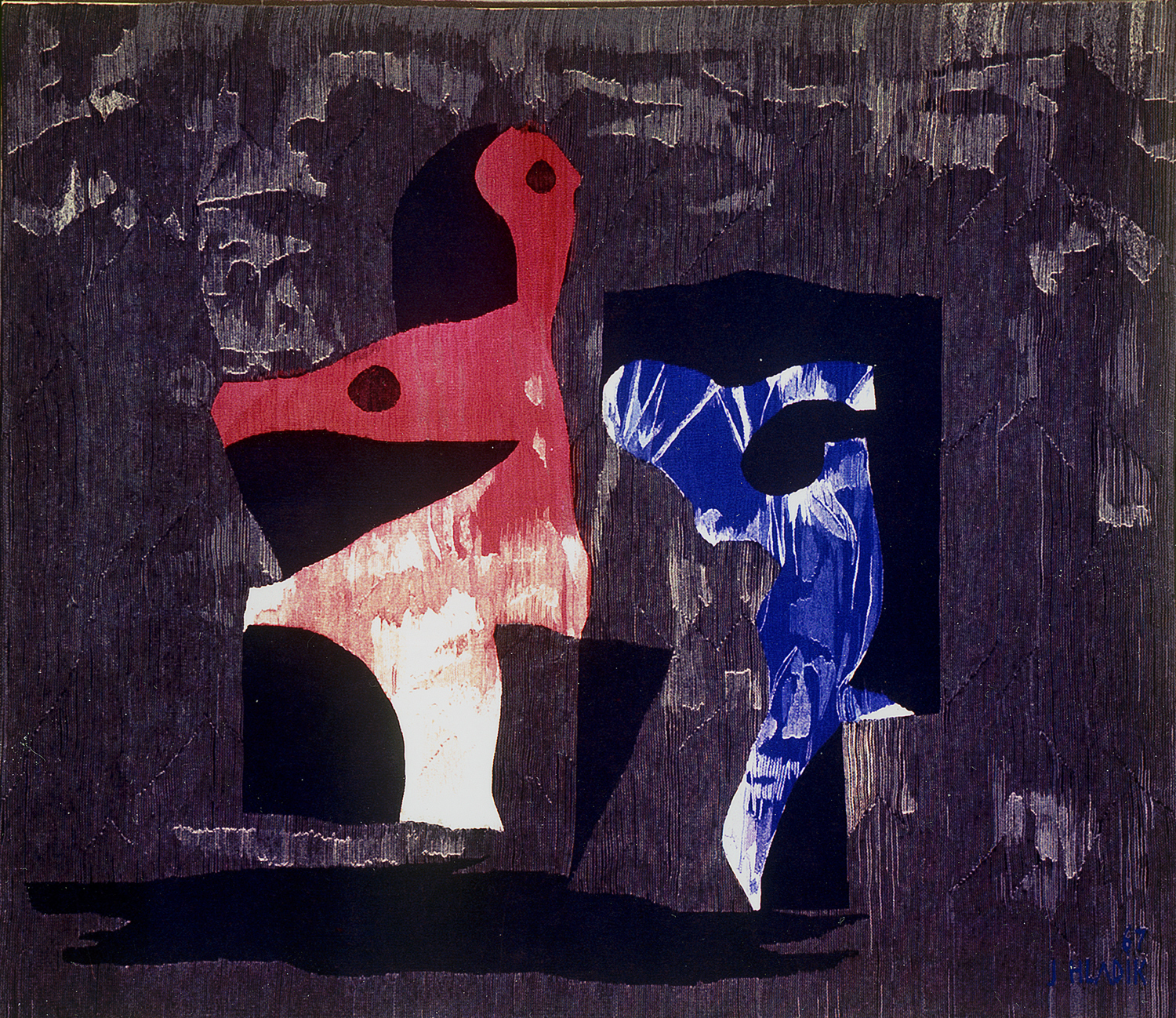
Ručně tkaný gobelín podle návrhu Jana Hladíka z roku 1967
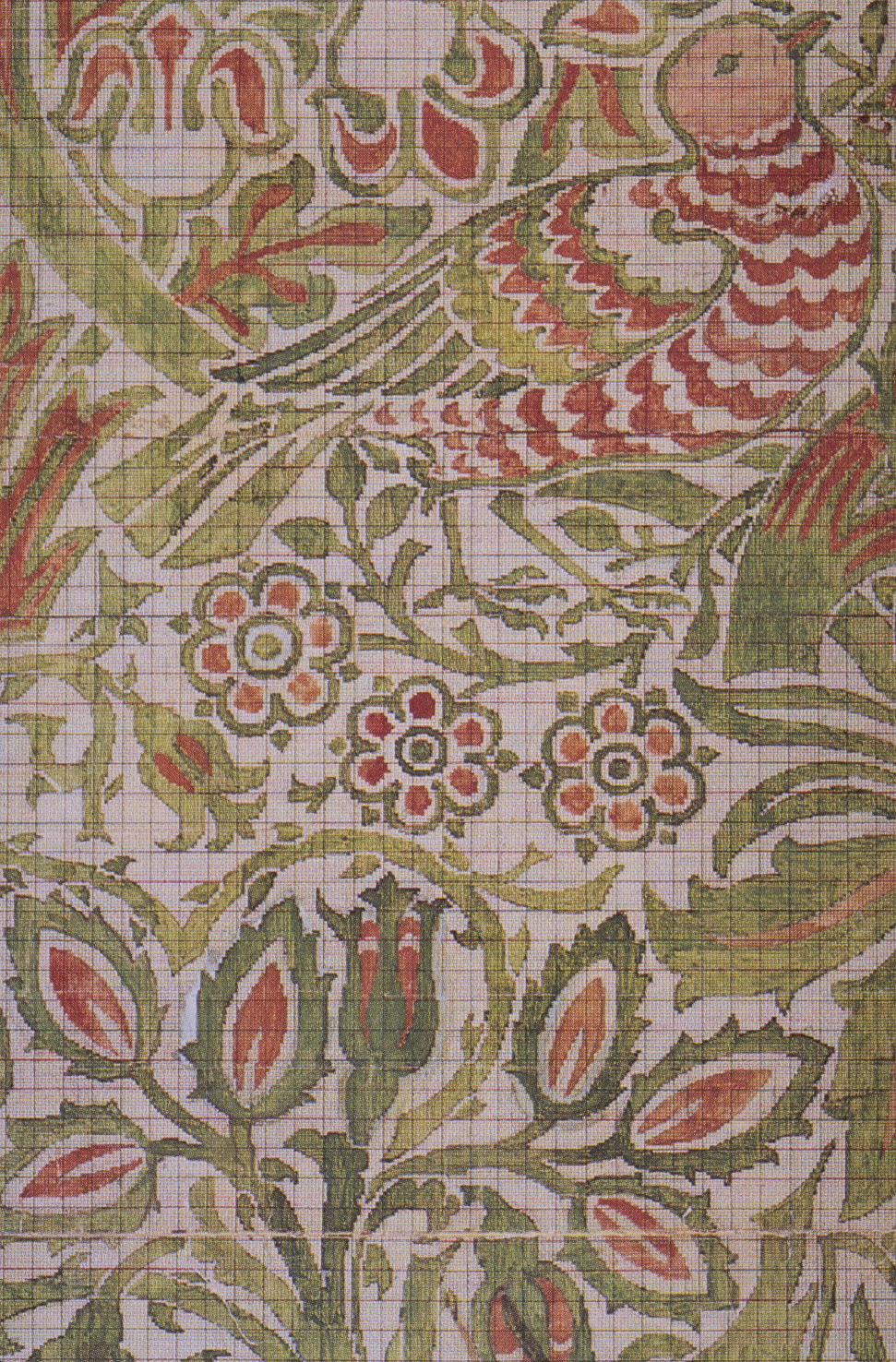
Detail žakárového vzoru na vzornicovém papíru (z roku 1879)
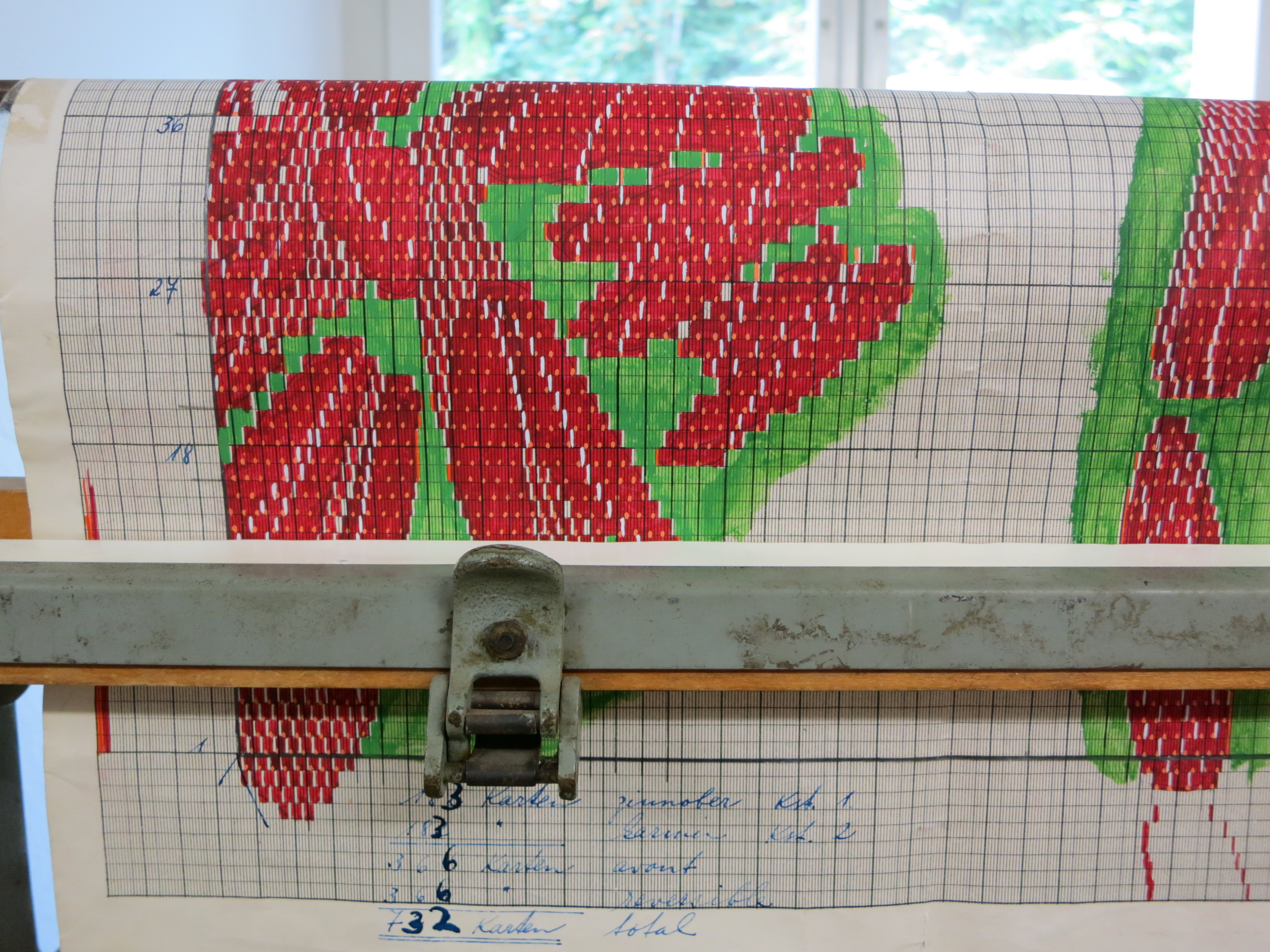
Kreslená vzornice ve stroji na vytloukání karet
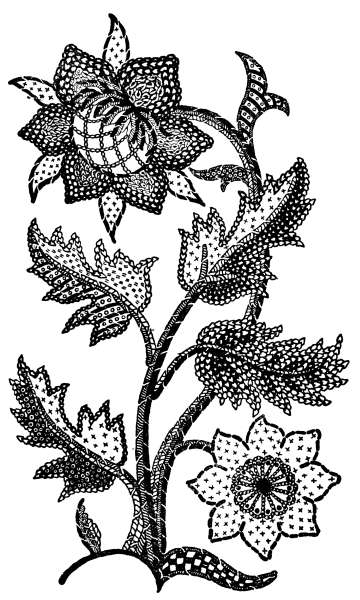
Výšivkový vzor na závěsu ze 17. století
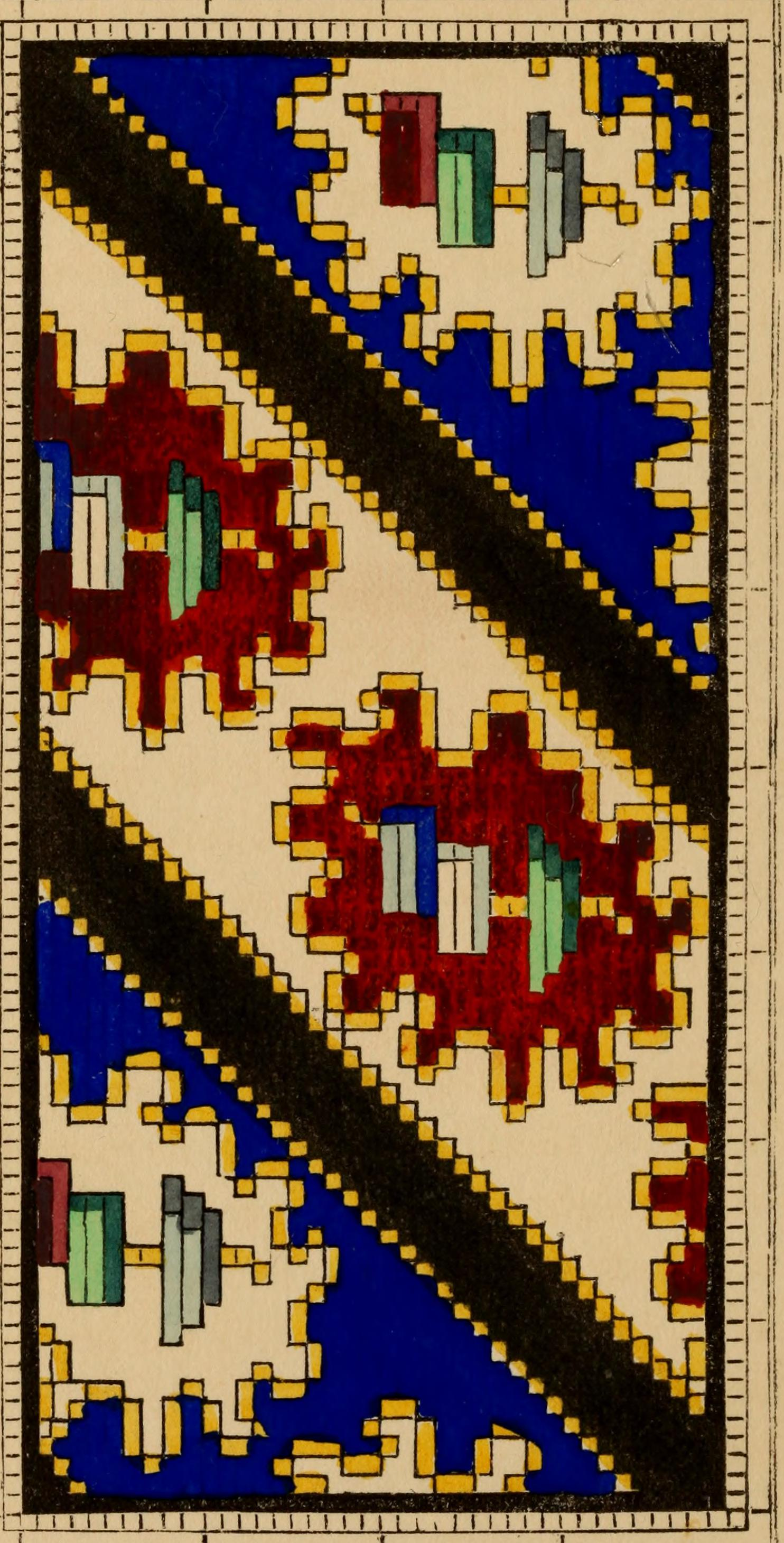
Digitalizovaný vzor výšivky z roku 1847
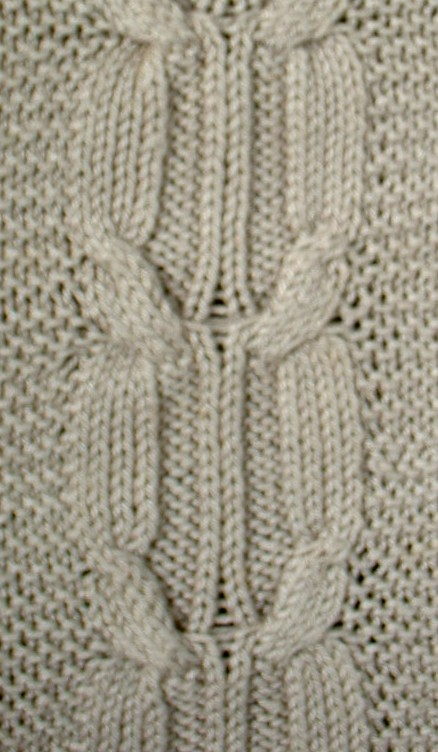
Ručně pletený copánkvý vzor
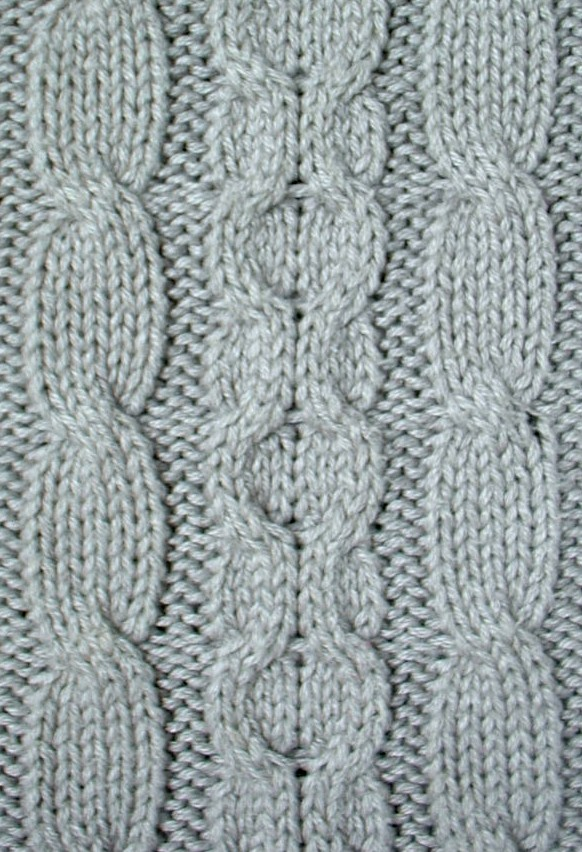
Copánek z plochého pletacího stroje
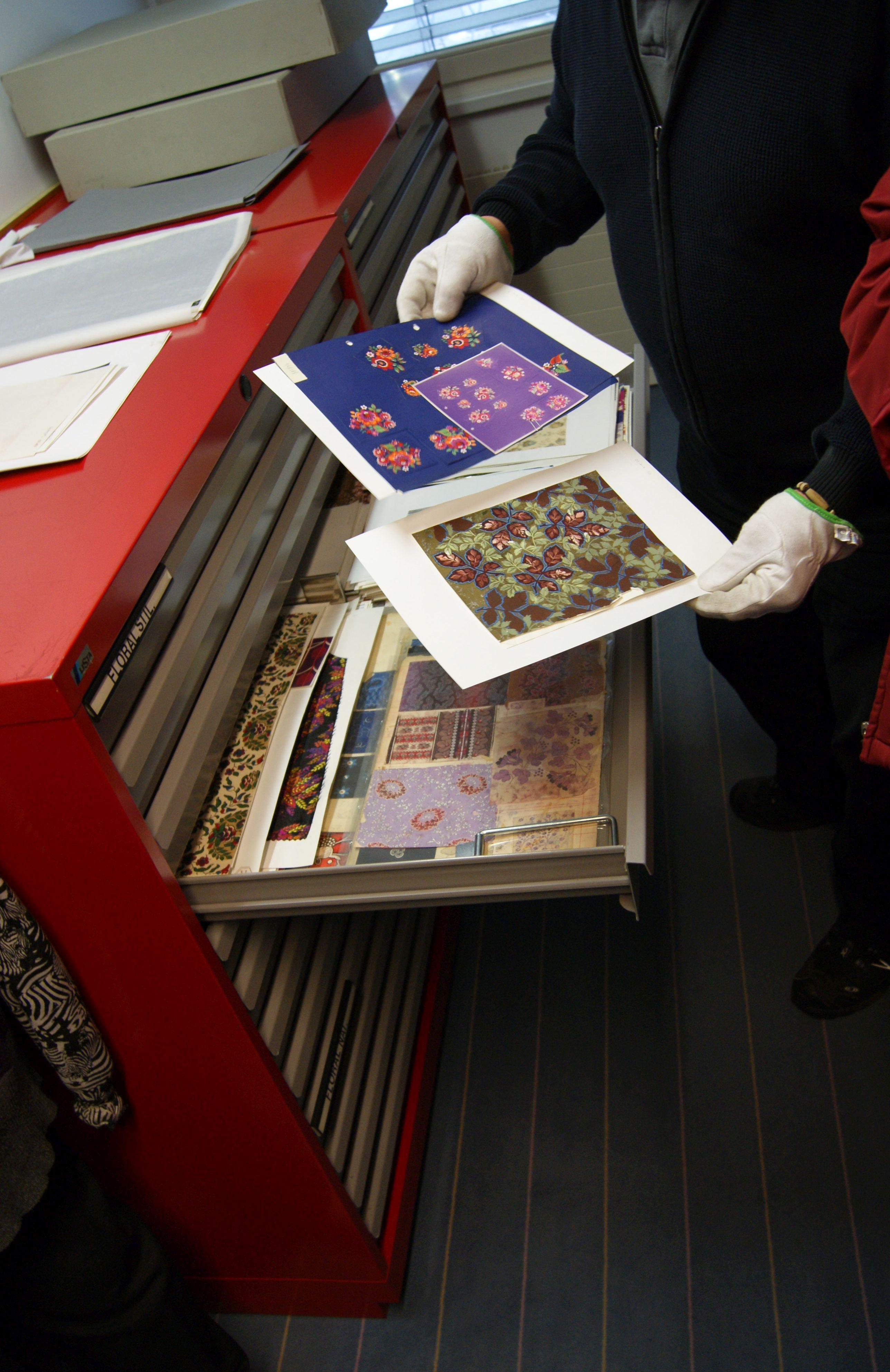
Část archivu textilních vzorů v rakouském Dornbirnu